# Astragalus teberdensis
Astragalus teberdensis är en ärtväxtart som beskrevs av Boris Fedtjenko. Astragalus teberdensis ingår i släktet vedlar, och familjen ärtväxter. Inga underarter finns listade i Catalogue of Life.